# メラース
メラース（古希: Μέλας, Melas）は、ギリシア神話に登場する人物である。長母音を省略してメラスとも表記される。主に、
- プリクソスの子
- ポルターオーンの子
- リキュムニオスの子
- キオスの子
- オプスの子

の5人が比較的有名な他、数名が知られる。以下に説明する。

## プリクソスの子
このメラースは、プリクソスとコルキスの王アイエーテースの娘カルキオペー（あるいはイオポッサ）の子で、キュティッソーロス、アルゴス、プロンティス、プレスボーンと兄弟。
彼ら兄弟はプリクソスの遺言に従って、父の遺産を継承するために祖父アタマースの治めるオルコメノスへ帰国を試みたが、黒海を航海中に難破し、アレースの島に打ち上げられたところをアルゴナウタイたちに助けられ、彼らをコルキスに案内した後に、アルゴナウタイと共に帰国を果たした。一説によるとメラースはその後、アタマースとテミストーの娘エウリュクレイアと結婚し、ヒュペレースをもうけたとされる。

## ポルターオーンの子
このメラースは、カリュドーンの王ポルターオーンとエウリュテー（ヒッポダマースの娘）の子で、オイネウス、アグリオス、アルカトオス、ピュロスと兄弟である。ただし、この兄弟についてアポロドーロスもほぼ同じ名前を挙げているものの、ピュロスの代わりにレコーペウスを挙げている。彼らはオイネウスの王権を簒奪したために後にテューデウスに滅ぼされた。アポロドーロスでは王権を簒奪したのはアグリオスの息子たちである。
散逸した叙事詩『アルクマイオーニス』によると、メラースはペーネウス、エウリュアロス、ヒュペルラーオス、アンティオコス、エウメーデース、ステルノプス、クサンティッポス、ステネラーオスの父であり、彼の息子たちはオイネウスを陥れようとしたためにテューデウスに殺され、テューデウスはアルゴスに亡命した。

## リキュムニオスの子
このメラースは、リキュムニオス（ヘーラクレースの母アルクメーネーの異母弟）とクレオーンの姉妹ペリメーデーの子で、オイオーノス、アルゲイオスと兄弟である。メラースとアルゲイオスは、ケーユクスの子ヒッパソスと共に、ヘーラクレースがエウリュトスの支配するオイカリアーを攻略した戦いに参加し、戦死した。彼ら3人はヘーラクレースによって埋葬された。

## キオスの子
このメラースは、海神ポセイドーンの子キオスとニュンペーの子で、アゲロスと兄弟である。父のキオスはキオス島の名祖であり、彼ら親子はそれまで無人島だったキオス島の最初の住人だった。その後、酒神ディオニューソスの子オイノピオーンがキオス島に移住して王となった。

## オプスの子
このメラースは、オプスの子である。アウリスに集結したトロイア遠征軍がアルテミスの怒りで出航できないでいた時、アルカディア地方のテウティスは自国に帰ろうとしたので、アテーナーはメラースの姿になって船の針路をアウリスに戻そうとした。

## その他のメラース
- キオス島の王オイノピオーンの子で、タロース、エウアンテース、サラゴス、アタマースと兄弟[20]。
- ディオニューソスをさらった海賊の1人[23]。